# نویکیرشن (سار)
شهر نویکیرشن (به آلمانی: Neunkirchen) در ایالت زارلند در کشور آلمان واقع شده‌است.